# Xanthodius
Xanthodius är ett släkte av kräftdjur. Xanthodius ingår i familjen Xanthidae.
Kladogram enligt Catalogue of Life:
| Xanthodius | \| \| Xanthodius americanus \| \| \| \| \| \| Xanthodius denticulatus \| \| \| \| |
|            | \| \| Xanthodius americanus \| \| \| \| \| \| Xanthodius denticulatus \| \| \| \| |
|            | Xanthodius americanus                                                             |
|            |                                                                                   |
|            | Xanthodius denticulatus                                                           |
|            |                                                                                   |